# Hiroyuki Matsumoto
Hiroyuki Matsumoto (japanisch 松本 浩幸 Matsumoto Hiroyuki; * 9. Juli 1989 in der Präfektur Osaka) ist ein ehemaliger japanischer Fußballspieler.

## Karriere
Matsumoto erlernte das Fußballspielen in der Schulmannschaft der Kansai University Daiichi High School und der Universitätsmannschaft der Kansai-Universität. Seinen ersten Vertrag unterschrieb er 2012 bei Thespa Kusatsu (heute: Thespakusatsu Gunma). Der Verein spielte in der zweithöchsten Liga des Landes, der J2 League. 2014 wechselte er zum Drittligisten Fujieda MYFC. Ende 2014 beendete er seine Karriere als Fußballspieler.